# Modúbar de la Emparedada
Modúbar de la Emparedada é um município da Espanha na província de Burgos, comunidade autónoma de Castela e Leão, de área 12 km² com população de 398 habitantes (2007) e densidade populacional de 30,92 hab/km².

## Demografia
| Variação demográfica do município entre 1991 e 2004 | Variação demográfica do município entre 1991 e 2004 | Variação demográfica do município entre 1991 e 2004 | Variação demográfica do município entre 1991 e 2004 |
| --------------------------------------------------- | --------------------------------------------------- | --------------------------------------------------- | --------------------------------------------------- |
| 1991                                                | 1996                                                | 2001                                                | 2004                                                |
| 162                                                 | 240                                                 | 301                                                 | 367                                                 |